# Vladislav Baitsayev
Vladislav Baitsayev (en ruso: Владислав Байцаев; Digorá, URSS, 17 de agosto de 1990) es un deportista ruso de origen osetio que compite en lucha libre (desde 2022 compite bajo la bandera de Hungría).
Ganó seis medallas en el Campeonato Europeo de Lucha entre los años 2011 y 2024.

## Palmarés internacional
| Representando a Rusia   |                     |                   |           |
| Campeonato Europeo      |                     |                   |           |
| Año                     | Lugar               | Medalla           | Categoría |
| 2011                    | Dortmund (Alemania) | Medalla de plata  | 96 kg     |
| 2013                    | Tiflis (Georgia)    | Medalla de bronce | 96 kg     |
| 2018                    | Kaspisk (Rusia)     | Medalla de oro    | 97 kg     |
| Representando a Hungría |                     |                   |           |
| Campeonato Europeo      |                     |                   |           |
| Año                     | Lugar               | Medalla           | Categoría |
| 2022                    | Budapest (Hungría)  | Medalla de plata  | 97 kg     |
| 2023                    | Zagreb (Croacia)    | Medalla de bronce | 97 kg     |
| 2024                    | Bucarest (Rumania)  | Medalla de bronce | 97 kg     |